# Łajsce
Łajsce – wieś w Polsce położona w województwie podkarpackim, w powiecie jasielskim, w gminie Tarnowiec.
W budynku szkoły podstawowej znajduje się kaplica pw. J.S. Pelczara, należąca do rzymskokatolickiej parafii Chrystusa Króla i NMP Królowej w Łubnie Opacym, w dekanacie Krosno III, archidiecezji przemyskiej.

## Historia
W czasie okupacji niemieckiej mieszkająca we wsi rodzina Pietruszków udzieliła pomocy Żydom, NN Majler, NN Zwas, Marii Lehrman, Heli (lub Chaja) Lehrman, Dawidowi Lehrman,. W 1989 roku Instytut Jad Waszem podjął decyzję o przyznaniu Helenie, Andrzejowi i Czesławowi Pietruszce tytułu Sprawiedliwych wśród Narodów Świata.
W latach 1975–1998 wieś administracyjnie należała do województwa krośnieńskiego.

## Części wsi
| SIMC    | Nazwa      | Rodzaj    |
| ------- | ---------- | --------- |
| 0360922 | Cechówki   | część wsi |
| 0360939 | Podbuczyna | część wsi |

Nazwa tej miejscowości brzmiała Łaszczę (1277 r.), Lassce (1354 r.), Lazszcze, Laiscze. Pochodzi od wyrazu łaz - teren świeżo wyrobiony do uprawy z pniaków, krzewów; miejsce wypalone po zaroślach. Osada płaciła dziesięcinę kolegium św. Floriana na Kleparzu pod Krakowem i to świadczy, że istniała ona już pod koniec XII wieku. Była wówczas w posiadaniu Bogoriów.
W roku 1848 Ignacy Jordan sprzedał wieś Władysławowi Bielańskiemu, a po nim w spadku Łajsce otrzymał jego syn Gustaw.